# Oxydia aromata
Oxydia aromata är en fjärilsart som beskrevs av Druce 1892. Oxydia aromata ingår i släktet Oxydia och familjen mätare. Inga underarter finns listade i Catalogue of Life.